# Pseudoeurycea amuzga
Pseudoeurycea amuzga är en groddjursart som beskrevs av Pérez-Ramos och Saldaña de la Riva 2003. Pseudoeurycea amuzga ingår i släktet Pseudoeurycea och familjen lunglösa salamandrar. IUCN kategoriserar arten globalt som otillräckligt studerad. Inga underarter finns listade i Catalogue of Life.